# Agence congolaise de presse
Pour les articles homonymes, voir ACP.
L’Agence congolaise de presse (ACP) est une agence de presse du gouvernement de la République démocratique du Congo. Elle couvre l’information nationale et internationale en textes et photos. Celle-ci fut renommée Agence Zaïre Presse (AZAP) à l’époque du Zaïre.

## Histoire
Fondée en 1960, par le décret du 12 août du Premier ministre Patrice Lumumba, en reprenant les activités et les installations de l’agence de presse coloniale belge, l’agence Belga, à la suite de l’indépendance du Congo,.
Par l’ordonnance n˚ 67-83 du 3 février 1967, l’agence obtient le statut d’établissement public à caractère technique, administratif et commercial doté de la personnalité juridique.
En 1974, l’ACP dispose de bureaux à Pékin, Bruxelles et Paris.
En 1981, l’ordonnance n˚ 81-052 du 2 avril change son statut en entreprise publique.